# Campeonato Asiático de Atletismo de 2023 - Salto com vara feminino
A prova do salto com vara feminino do Campeonato Asiático de Atletismo de 2023 foi disputada no dia 14 de julho de 2023, no Estádio Nacional, em Banguecoque, na Tailândia.

## Recordes
Antes desta competição, os recordes mundiais e do campeonato nesta prova eram os seguintes:
|                       | Nome              | Nacionalidade | Altura  | Local   | Data                 |
| --------------------- | ----------------- | ------------- | ------- | ------- | -------------------- |
| Recorde mundial       | Yelena Isinbayeva | Rússia        | 5m 06cm | Zurique | 28 de agosto de 2009 |
| Recorde do campeonato | Li Ling           | China         | 4m 66cm | Wuhan   | 6 de julho de 2015   |
| Recorde asiático      | Li Ling           | China         | 4m 72cm | Xangai  | 18 de maio de 2019   |

Os seguintes recordes foram estabelecidos durante esta competição:
| Data        | Evento | Atleta  | Nacionalidade | Altura  | Notas |
| ----------- | ------ | ------- | ------------- | ------- | ----- |
| 14 de julho | Final  | Li Ling | China         | 4m 66cm | =     |

## Medalhistas
| Ouro          | Prata            | Bronze                       |
| Li Ling (CHN) | Niu Chunge (CHN) | Chayanisa Chomchuendee (THA) |

## Cronograma
Todos os horários são locais (UTC+7)
| Data        | Hora  | Evento |
| ----------- | ----- | ------ |
| 14 de julho | 16:10 | Final  |

## Resultado final
A final ocorreu no dia 14 de julho às 16:10.
| Posição           | Atleta                 | Nacionalidade | 3.40 | 3.60 | 3.80 | 4.00 | 4.10 | 4.20 | 4.30 | 4.41 | 4.51 | 4.56 | 4.61 | 4.66 | 4.73 | Resultados | Notas                 |
| ----------------- | ---------------------- | ------------- | ---- | ---- | ---- | ---- | ---- | ---- | ---- | ---- | ---- | ---- | ---- | ---- | ---- | ---------- | --------------------- |
| Medalha de ouro   | Li Ling                | China         | –    | –    | –    | –    | –    | o    | –    | xxo  | x–   | xo   | –    | o    | xx   | 4.66       | Recorde do campeonato |
| Medalha de prata  | Niu Chunge             | China         | –    | –    | –    | –    | –    | –    | o    | –    | xo   | –    | xxx  |      |      | 4.51       |                       |
| Medalha de bronze | Chayanisa Chomchuendee | Tailândia     | –    | –    | xx–  | o    | o    | xxx  |      |      |      |      |      |      |      | 4.10       |                       |
| 4                 | Misaki Morota          | Japão         | –    | –    | o    | o    | xxx  |      |      |      |      |      |      |      |      | 4.00       |                       |
| 5                 | Shen Yi-ju             | Taipé Chinesa | –    | –    | x–   | xo   | xxx  |      |      |      |      |      |      |      |      | 4.00       |                       |
| 6                 | Anastasiya Yermakova   | Cazaquistão   | –    | –    | o    | xxx  |      |      |      |      |      |      |      |      |      | 3.80       |                       |
| 7                 | Megumi Dainobu         | Japão         | –    | o    | xo   | xxx  |      |      |      |      |      |      |      |      |      | 3.80       |                       |
| 8                 | Chonthicha Khabut      | Tailândia     | –    | o    | xxx  |      |      |      |      |      |      |      |      |      |      | 3.60       |                       |
| 9                 | Shin Soo-young         | Coreia do Sul | o    | xo   | xxx  |      |      |      |      |      |      |      |      |      |      | 3.60       |                       |
| 10                | Piyada Bunkwang        | Tailândia     | o    | xxx  |      |      |      |      |      |      |      |      |      |      |      | 3.40       |                       |
| 99                | Baranica Elangovan     | Índia         | –    | –    | xxx  |      |      |      |      |      |      |      |      |      |      | NM         |                       |

Legenda
| Recorde mundial       | Recorde mundial (World record)               |                       | Recorde africano                      | Recorde africano (African) |                                           | Q | Classificado por posição (Qualified) |
| Recorde do campeonato | Recorde do campeonato (Championship record)  | Recorde da América    | Recorde da América (Americas)         | q                          | Classificado por melhor tempo (Qualified) |   |                                      |
| Melhor marca do ano   | Melhor marca do ano (World leading)          | Recorde asiático      | Recorde asiático (Asian)              | DNS                        | Não largou (Did not start)                |   |                                      |
| Recorde nacional      | Recorde nacional (National record)           | Recorde europeu       | Recorde europeu (European)            | DNF                        | Não terminou (Did not finish)             |   |                                      |
| Recorde pessoal       | Recorde pessoal do atleta (Personal best)    | Recorde da Oceania    | Recorde da Oceania (Oceania)          | DSQ / DQ                   | Desclassificado (Disqualified)            |   |                                      |
| Recorde da temporada  | Recorde da temporada do atleta (Season best) | Recorde sul-americano | Recorde sul-americano (South America) | NM                         | Sem marca (No mark)                       |   |                                      |